# Garrett (Texas)
Garrett es un pueblo ubicado en el condado de Ellis en el estado estadounidense de Texas. En el Censo de 2010 tenía una población de 806 habitantes y una densidad poblacional de 171,08 personas por km².

## Geografía
Garrett se encuentra ubicado en las coordenadas 32°22′27″N 96°39′9″O / 32.37417, -96.65250. Según la Oficina del Censo de los Estados Unidos, Garrett tiene una superficie total de 4.71 km², de la cual 4.66 km² corresponden a tierra firme y (0.99%) 0.05 km² es agua.

## Demografía
Según el censo de 2010, había 806 personas residiendo en Garrett. La densidad de población era de 171,08 hab./km². De los 806 habitantes, Garrett estaba compuesto por el 60.79% blancos, el 2.11% eran afroamericanos, el 0% eran amerindios, el 0.12% eran asiáticos, el 0% eran isleños del Pacífico, el 35.86% eran de otras razas y el 1.12% pertenecían a dos o más razas. Del total de la población el 57.32% eran hispanos o latinos de cualquier raza.